# Jehoszua Bar-Hillel
Jehoszua Bar-Hillel (ur. 1915, zm. 1975) – izraelski filozof i językoznawca, profesor uniwersytetu w Jerozolimie. Był jednym z inicjatorów oraz teoretyków przekładu maszynowego. 

## Ważniejsze prace
- Philosophy and Methodology of Linguistics.